# Nycteola fletcheri
Nycteola fletcheri är en fjärilsart som beskrevs av Frederick H. Rindge 1961. Nycteola fletcheri ingår i släktet Nycteola och familjen trågspinnare. Inga underarter finns listade i Catalogue of Life.